# Frans Malherbe
Frans Malherbe (Paarl, 14 de marzo de 1991) es un jugador de rugby sudafricano, que juega de pilar para la selección de rugby de Sudáfrica y para el equipo de Stormers en el United Rugby Championship.

## Trayectoria profesional
Una lesión de Jannie du Plessis hizo que debutase con la selección sudafricana se produjo en un partido contra Gales en el Millennium Stadium de Cardiff el 9 de noviembre de 2013. Ha formado parte de la selección sudafricana que ganó el bronce en la Copa del Mundo de Rugby de 2015 celebrada en Inglaterra
Malherbe fue nombrado en el equipo de Sudáfrica para la Copa Mundial de Rugby de 2019. Sudáfrica ganó el torneo y derrotó a Inglaterra en la final. En 2023 también fue seleccionado para la Copa Mundial de Rugby de 2023, donde Sudáfrica ganó el torneo derrotando en la final a Nueva Zelanda.

#### Participaciones en Copas del Mundo
| Mundial                       | Sede       | Resultado     | PJ | Tries |
| ----------------------------- | ---------- | ------------- | -- | ----- |
| Copa Mundial de Rugby de 2015 | Inglaterra | Tercer puesto | 6  | 0     |
| Copa Mundial de Rugby de 2019 | Japón      | Campeón       | 6  | 1     |
| Copa Mundial de Rugby de 2023 | Francia    | Campeón       | 6  | 0     |

## Palmarés y distinciones notables
- Rugby Championship 2019[2]
- Copa Mundial de Rugby de 2019[3] y de 2023
- United Rugby Championship 2021-22